# Crepidium commelinifolium
Crepidium commelinifolium är en orkidéart som först beskrevs av Heinrich Zollinger och Alexandre Moritzi, och fick sitt nu gällande namn av Dariusz Lucjan Szlachetko. Crepidium commelinifolium ingår i släktet Crepidium, och familjen orkidéer. Inga underarter finns listade i Catalogue of Life.